# Miguel Mihura Santos
Miguel Mihura Santos (Madrid, 21 de juliol de 1905 - 28 d'octubre de 1977) fou un dramaturg castellà. Com a autor va escriure sarsueles, comèdies i alguna òpera; com empresari teatral no va ser gaire afortunat; com a intèrpret va gaudir d'èxit i popularitat en els papers còmics que representava. El seu pare, Miguel Mihura Álvarez, va ser actor, autor i empresari teatral

## Biografia
Mihura explicava que ell no havia estat un nen que jugava amb soldadets de plom sinó amb perruques i disfresses de teatre, ja que sovint el seu pare el portava a ell al camerino i les tiples de la companyia el mimaven i li donaven petons. Així que des de molt petit es trobava familiaritzat amb les gires i amb la vida irregular i bohèmia dels homes i dones de la faràndula, per la que se sentia atret des de ben petit.
Només va tenir un germà, Jerónimo, que era més gran que ell. Els dos van estudiar en el Colegio de San Isidoro, del barri de Góngora de Madrid. Poc atret pels estudis, Miguel va superar el batxillerat amb algunes dificultats. Més tard, va estudiar piano, idiomes i dibuix.
Al voltant de 1921, Mihura admirava Enrique García Álvarez que el considerava el dramaturg «més desorbitat, menys burgès, i potser el mestre dels que després començarien a cultivar lo esbojarrat». El 1925, va morir el seu pare, i va abandonar temporalment el negoci teatral, que sempre el va considerà la seva autèntica vocació i la seva feina per la qual estava preparat. L'experiència d'aquells anys i la seva relació directa amb totes les cares de l'àmbit teatral - tant literàries com econòmiques — seran decisives per la seva vida professional. Potser per aquesta raó Mihura mai va pretendre ser un home literari que tan sols aspirava a tenir un reconeixement del públic molt ampli per arriba a viure de la seva obra.
Als vint anys Mihura habitualment anava a les tertúlies de la Granja del Henar i de Pombo i inicia les seves col·laboracions als diaris i revistes de qualitat de dibuixant i articulista. A partir de l'any 1925, amb el pseudònim de Miguel Santos— que és la composició del seu nom i el seu segon cognom — i el de El conde Pepe, comença a formar part de la redacció de les anomenades revistes galants, alguns exemple d'elles són: Muchas gràcies, Flirt i Pessigolles, i per acabar, el setmanari Bon Humor (1927-1931). En aquestes publicacions col·laborava amb veterans com Pérez Zúñiga, Julio Camba o Gómez de la Serna, que eren un grup de joves escriptors molt atents al model d'humor que s'estava cultivant en algunes revistes europees.
El 1927 comença a treballar per a Gutiérrez (1927-1935), que consistia en un setmanari dirigit pel caricaturista K-Hito que després va posar en pràctica a La Ametralladora i a La codorniz. El coneixement dels treballs de Mihura en aquesta època són imprescindibles per valor satisfactòriament la seva obra més famosa Tres sombreros de copa.
L'obra de Mihura s'ha d'emmarcar en el context dels moviments avantguardistes i del trencament amb la tradició realista que va caracteritzar als autors de l'anomenada generació del 27 que eren: Jardiel Poncela, José López Rubío, Tono i Edgar Neville. Tots ells cultivaven el que es va denominar com «l'humor desorbitat o humor pur». Els membre d'aquesta generació d'humoristes espanyols van participar en les mateixes tertúlies i col·laboraren en la mateixa revista, en les que es va cultivar el cosmopolitisme cultural i un humor renovador, d'evasió, per mitjà del qual es burlaven dels tòpics, de l'estupidesa i de l'estretor de mires de les convencions burgeses; molts d'ells es van interessar pel cinema, fins i tot, alguns d'ells van arribar a treballar a Hollywood. Ells van acceptar el règim Franquista, del qual mai es van sentir còmodes i en el que a gairebé ningú li va anar bé.
El 1932 remata Mihura Tres sombreros de copa i la va llegir a amics, escriptors, actors i empresaris. A uns pocs els va agradar molt, però la major part d'ells no van entendre l'obra ni es van interessar per ella. Per això, encara de les promeses que l'autor va obtenir de l'empresari Manolo Collado, l'obra es va quedar sense estrenar.
Després, durant la guerra civil, Mihura se la va tornar a llegir a Sant Sebastià Nacional (Sant Sebastià) a un grup d'amics, entre els quals es trobaven Tono, Conchita Montes i Edgar Neville, López Rubio i Jardiel Poncela. Però l'autor de Eloísa está debajo de un almendro es va aixecar i se'n va anar abans que s'acabés la lectura. A l'actriu Isabel Garcés i a l'empresari Arturo Serrano els va interessar la comèdia, però, després de diversos ajornaments, Mihura va arribar a la conclusió que tenien una por espantosa d'estrenar-la en qualsevol lloc. I tot això passava al 1939, quan l'humor de l'obra ja resultava per a l'autor «infantil i passat de moda».
Entre el 1933 i el 1951, Mihura es va dedicar al cine, col·laborant amb el seu germà Jerónimo Mihura, encara que després de 1951 també va participar en cinc pel·lícules més. Va ser una època que ell va trobar en el cinema a part de molts beneficis econòmics també l'ambient idoni per tenir relacions amb belles dones. El 1933 comença a treballar en els Estudios CEA com adaptador de diàleg original.
Durant aquests anys cinematogràfics va col·laborar amb el seu germà en diversos llargmetratges com en la pel·lícula de Don Vindo Rodríguez.
Durant la guerra civil Mihura es trasllada a Sant Sebastià, on col·labora en una revista setmanal d'humor anomenada La Ametralladora. Segons Neville, uns dels col·laboradors de La Ametralladora, deia que el propòsit de la revista era «triturar una civilització burgesa i falsa que portava ranquejant un segle de cursileria i de convencions [...]»
El 1941 associat amb Manuel Halcón funda i dirigeix La codorniz, nom que va ser elegit per ser l'ocell més innocent. Les col·laboració cultivaven un humor abstracte i amb la sàtira de tòpics i frases fetes. El 1944 va deixar la revista ja cansat.
Ens els següents anys de la seva vida Mihura torna al teatre que no sempre serà triomfal. I en els últims anys tan sols val la pena recordar Ninette i Un señor de Murcia. La genialitat de Mihura havia decaigut molt quan el 28 d'octubre de 1977 mor l'autor a causa d'una malaltia hepàtica.

## Obres i any d'estrena
- ¡Viva lo imposible! o el contable de estrellas (1939)
- Ni pobre ni rico, sino todo lo contrario (1943)
- El caso de la mujer asesinadita (1946)
- Tres sombreros de copa (1952)
- Una mujer cualquiera (1953)
- El caso de la señora estupenda (1953)
- A media luz los tres (1953)
- El caso del señor vestido de violeta (1954)
- ¡Sublime decisión! (1955)
- La canasta (1955)
- Mi adorado Juan (1956)
- Carlota (1957)
- Melocotón en almíbar (1958)
- Maribel y la extraña familia (1959)
- El chalet de madame Renard (1961)
- Las entretenidas  (1962)
- La bella Dorotea (1963)
- Milagro en casa de los López (1964)
- Ninette y un señor de Murcia (1964)
- Ninette, modas de París (1966)
- La tetera (1965)
- La decente (1967)
- Sólo el amor y la luna traen fortuna (1968)